# ガリアン賞
ガリアン賞（ガリアンしょう Prix Galien）は、画期的な医薬品を開発した者に贈られる賞。11カ国以上の国や地域で選定が行われているため、授与する国名を冠して贈られる。

## 概要
フランスの薬学者、ローランド・メールが製薬分野の研究開発を促す目的で1969年に創設、古代の医学者ガレノスに由来して命名された。1970年より臨床医・薬学者・薬剤師・製薬会社などを対象に授与を始めた。
当時製薬の分野では、他に有力な表彰制度が無かったため、多くの研究機関や製薬会社などに支持された（ただし、後述するように選考・授与機関は複数）。1980年代以降は、各国で学識経験者らが選考し、授与を行うようになりフランス、ドイツ、ベルギー、オランダ、ルクセンブルク、イギリス、スペイン、ポルトガル、イギリス、アメリカなどが自国や地域の名を冠した賞を制定するに至った。
なお、各国の賞の選考対象者は、必ずしも自国民だけが対象になるとは限らない。また、同一年度に複数の国から同じ選考対象者が選ばれることもある。1992年には、より広域の選考を行うためにヨーロッパ・ガリアン賞が創設された後、インターナショナル・ガリアン賞へ発展し、現在に至っている。

## 主な受賞者、対象医薬品
- 1998年:杉本八郎（ドネペジル-イギリス・ガリアン賞特別賞）